# Sheriff Sinyan
Sheriff Sinyan (Oslo, 19 de julio de 1996) es un futbolista gambiano-noruego que juega de defensa en el CFR Cluj de la Liga I. Es internacional con la selección de fútbol de Gambia.

## Selección nacional
Sinyan es internacional con la selección de fútbol de Gambia, con la que debutó el 12 de junio de 2019, en un partido amistoso frente a la selección de fútbol de Marruecos.

## Clubes
| Club               | País            | Año       |
| ------------------ | --------------- | --------- |
| Holmlia SK         | Noruega         | 2013      |
| Lillestrøm SK      | Noruega         | 2015-2020 |
| Molde FK           | Noruega         | 2020-2023 |
| S. K. Slavia Praga | República Checa | 2023-2024 |
| Odds BK            | Noruega         | 2024      |
| CFR Cluj           | Rumania         | 2025-     |

## Palmarés

### Títulos nacionales
| Título          | Club          | País    | Año  |
| --------------- | ------------- | ------- | ---- |
| Copa de Noruega | Lillestrøm SK | Noruega | 2017 |
| Copa de Noruega | Molde FK      | Noruega | 2021 |
| Eliteserien     | Molde FK      | Noruega | 2022 |
| Copa de Rumania | CFR Cluj      | Rumania | 2025 |